# Jachen
El principado de Jachén (en armenio Խաչենի իշխանություն) fue un principado armenio medieval ubicado en la provincia histórica de Artsaj (el Alto Karabaj). A partir del siglo XII, dominó la región.

## Historia

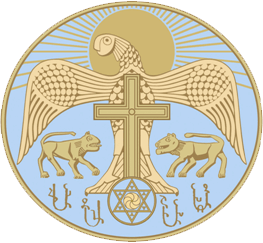
Blasón de los Hasán-Jalalyán.

Fundado en 821, lo regía el linaje de los siúnidas. En 1116, Jachén adquirió el reino de Siunia merced a un matrimonio. Este fue el desposorio de Hasán I el Grande con Kata, hija del aranshájida Gregorio IV (1094-1116), príncipe del Otro Haband, que era a su vez hijo de Senaquerib I (1072-1094). Este había heredado Siunia del esposo de su hermana Shahandujt, Gregorio III (muerto en 1072), que había sido el último príncipe háykida de Siunia.
En 1170, mientras que el resto de la Gran Armenia era sometida por los selyúcidas, Jachén quedó en manos del rey Hasán I y fue uno de los escasos reductos armenios que se mantuvieron independientes.

Bandera de la Casa de Hasan-Jalalyan.

En la primera mitad del siglo XIII, los príncipes pasaron a depender de los zacáridas, que por entonces dominaban la parte de Armenia a la que dieron nombre, la «Armenia zacárida», antes de caer bajo el dominio mongol en la década de 1230. Jachén formó luego un tumán (circunscripción militar); a partir del gobierno de Hasán II Yalal-Daula (hacia 1214-1265), rey de Artsaj y de Baj, el poder pasó a una nueva rama de los siúnidas, la de los Hasán-Jalalyán.
Las invasiones timuríes lo arrasaron, como el resto de Armenia, a finales del siglo XIV. Los siúnidas solo recobraron cierta autonomía con los Qara Qoyunlu, a mediados del siglo XV. Por entonces, recibían el título de melik de Jachén, ya que su territorio era uno de los melicatos del Karabaj.

## Centro religioso
En 1216, en el principado se fundó el monasterio de Gandzasar, que fue la sede del catolicós local.